# Paratemnoides philippinus
Paratemnoides philippinus är en spindeldjursart som först beskrevs av Beier 1932.  Paratemnoides philippinus ingår i släktet Paratemnoides och familjen Atemnidae. Inga underarter finns listade i Catalogue of Life.